# Первотроицк (Новосибирская область)
Первотро́ицк — село в Каргатском районе Новосибирской области. Административный центр Кубанского сельсовета. 

## География
Площадь села — 718 гектаров. 

## Население
| 2002 | 2007 | 2010 |
| ---- | ---- | ---- |
| 684  | ↗718 | ↘708 |

## Инфраструктура
В селе по данным на 2007 год функционируют 1 учреждение здравоохранения, 2 образовательных учреждения.